# Ау Вайлунь
Ау Вайлунь (кит.: 歐偉倫, англ. Wai Lun Au, нар. 14 серпня 1971, Гонконг) — гонконзький футболіст, що грав на позиції нападника, зокрема за національну збірну Гонконгу.

## Клубна кар'єра
У дорослому футболі дебютував 1989 року виступами за команду «Істерн», в якій провів один сезон. Згодом протягом трьох років грав за команду «Ернест Борель».
1993 року перейшов до клубу «Саут Чайна». Швидко став основним гравцем нападу в новому клубі, а згодом отримав капітанську пов'язку в команді. Оголосив про завершення ігрової кар'єри 2007 року, відігравши за неї 18 сезонів.

## Виступи за збірну
1989 року дебютував в офіційних матчах у складі національної збірної Гонконгу.
Загалом протягом кар'єри в національній команді, яка тривала 17 років, провів у її формі 50 матчів, забивши 26 голів.